# Cardiologie
 (avril 2017).
Si vous disposez d'ouvrages ou d'articles de référence ou si vous connaissez des sites web de qualité traitant du thème abordé ici, merci de compléter l'article en donnant les références utiles à sa vérifiabilité et en les liant à la section « Notes et références ».
La cardiologie (du grec καρδία / kardía, « cœur » et λόγος / lógos, « parole, discours, sujet d'entretien ») est une branche de la médecine qui traite des troubles du cœur ainsi que de certaines parties du système circulatoire. Le domaine comprend le diagnostic médical et le traitement des malformations cardiaques congénitales, des maladies coronariennes, de l'insuffisance cardiaque, des cardiopathies valvulaires et de l'électrophysiologie. Les médecins spécialisés dans ce domaine de la médecine sont appelés cardiologues. Les cardiologues pédiatres sont des pédiatres spécialisés en cardiologie. Les médecins spécialisés en chirurgie cardiaque sont appelés chirurgiens cardiothoraciques ou chirurgiens cardiaques, une spécialité de la chirurgie générale.
Bien que le système cardiovasculaire soit inextricablement lié au sang, la cardiologie ne s'intéresse guère à l'hématologie ni à ses maladies.

## Examen cardiologique
Recherche des facteurs de risque cardiovasculaire :
- Âge avancé ;
- Sexe (le risque cardiovasculaire augmente sensiblement chez l'homme à partir de 50 ans, et chez la femme à partir de 60 ans) ;
- Hérédité (Écriture de l'arbre généalogique du patient) ;
- Tabagisme ;
- Hypertension artérielle (prise de la pression artérielle) ;
- Dyslipidémie (réalisation d'une exploration d'anomalie lipidique) ;
- Diabète (réalisation d'une mesure de la glycémie à jeun) ;
- Obésité (calcul de l'IMC) ;
- Sédentarité ;
- Stress chronique[1].

Certains de ces facteurs de risque cardiovasculaire sont dits « modifiables », et sont utiles à rechercher dans la mesure où ils peuvent être modifiés, c'est-à-dire diminués ou traités. C'est le cas du tabagisme, de l'hypertension artérielle, de la dyslipidémie, du surpoids, du diabète, etc. au contraire de l'âge, du sexe ou des antécédents familiaux, qui ne sont pas modifiables. [réf. souhaitée]
Anamnèse (interrogatoire) :
- recherche d'une douleur thoracique, d’un essoufflement (dyspnée), de pertes de connaissances (lipothymie, syncope), de palpitations, de claudication intermittente (les douleurs à la marche peuvent être un signe d'artériopathie des membres inférieurs).

Examen clinique : [Interprétation personnelle ?]
- auscultation cardiaque ;
- prise du pouls et de la pression artérielle ;
- auscultation des poumons ;
- recherche des pouls, auscultation des vaisseaux à la recherche d’un souffle ;
- détection de signes d'insuffisance cardiaque : œdèmes des membres inférieurs, gros foie.

## Examens complémentaires

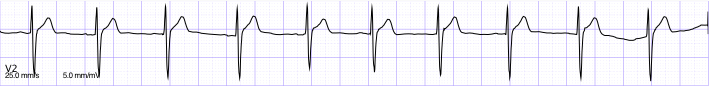
Exemple de données obtenues avec un électrocardiogramme.

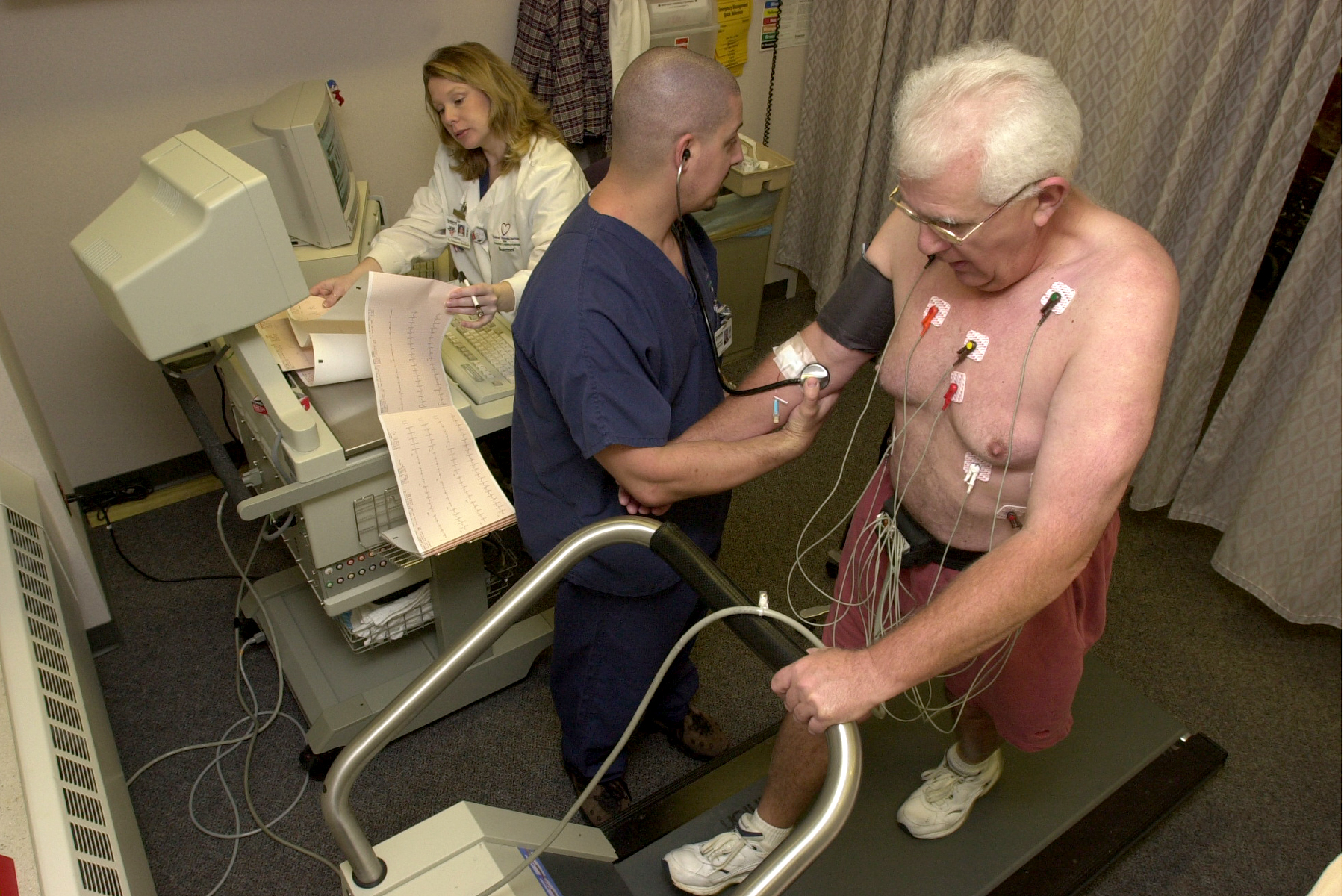
Épreuve d'effort sur tapis roulant.

Suivant la pathologie on peut avoir recours à :
- une radiographie de thorax
- un électrocardiogramme
- une échocardiographie
- une épreuve d'effort, éventuellement couplée à une scintigraphie
- un holter cardiaque
- un MAPA (= Monitoring ambulatoire de la pression artérielle)
- un test d'inclinaison
- une imagerie par résonance magnétique cardiaque
- un scanner coronaire
- un bilan biologique spécifique avec dosage de : LDH, troponine, Peptide cérébral natriurétique(BNP), transaminases, par exemple.

ou encore, au cours d’une hospitalisation, à :
- une coronarographie,
- une exploration électrophysiologique
- une artériographie

## Terminologie
La cardiologie peut être divisée en sous-spécialités :
- la rythmologie qui étudie les troubles du rythme cardiaque et les troubles conductifs,
- l’angiologie qui étudie les pathologies des vaisseaux,
- la phlébologie qui étudie les pathologies des veines,
- la cardiologie pédiatrique chez l’enfant.

Suivant la technique utilisée, on peut avoir affaire à un :
- hémodynamicien qui analyse les pressions et les débits cardiaques suivant différentes méthodes,
- coronarographiste qui pratique la coronarographie permettant de visualiser les artères coronaires,
- angioplasticien qui va dilater les artères coronaires malades à l’aide d’un ballon, introduit par voie artérielle,
- électrophysiologiste qui analyse les phénomènes électriques du cœur par introduction de sondes dans les cavités cardiaques.
- stimuliste qui pose des pacemakers ou des défibrillateurs implantables.
- échocardiographiste qui examine le cœur à l’aide d'ultrasons

La cardiologie invasive consiste à explorer le cœur en introduisant des sondes directement dans les cavités cardiaques. Ces sondes sont montées à travers la peau par le réseau veineux ou artériel.
La cardiologie interventionnelle consiste à traiter les maladies cardiaques par les méthodes de la cardiologie invasive.

## Liste de maladies cardiovasculaires
| - maladies des coronaires - Angor (ou angine de poitrine) - Infarctus du myocarde - Angor de Prinzmetal - Athérosclérose - Occlusion totale chronique d'une artère coronaire - maladies du muscle cardiaque - cardiomyopathie - Insuffisance cardiaque - Myocardite - Cardiomyopathie hypertrophique - Cardiomyopathie dilatée - maladies des valves cardiaques - Valvulopathies cardiaques dont le rétrécissement aortique - Endocardite - Rhumatisme articulaire aigu - Bicuspidie valvulaire aortique - Maladie de Marfan - maladies du péricarde - Péricardite - épanchement péricardique - tamponnade | - maladie du rythme ou de la conduction cardiaque (rythmologie) - Syncope d'origine cardiovasculaire - Troubles du rythme cardiaque - troubles de la conduction cardiaque - tachycardie - bradycardie - maladie des vaisseaux - Dissection aortique - anévrisme - Thrombose veineuse profonde (phlébite) et embolie pulmonaire - Artérite des membres inférieurs - Hypertension artérielle pulmonaire - Ischémie aiguë de membre - Divers - Hypertension artérielle - Arrêt cardiorespiratoire - Cardiopathies congénitales - Tumeur cardiaque - Foramen ovale perméable - Communication interauriculaire |

## Principaux médicaments agissant sur le cœur et/ou la circulation
Voici les principaux médicaments prescrits en cardiologie :
| - Antiarythmiques - Type I (antagonistes du canal du sodium) - Type Ia : Quinidine - Type Ib : Lidocaïne, Phénytoïne - Type Ic : Propafénone, Flécaïnide - Type II (bêta-bloquants) - Metoprolol, Aténolol, Bisoprolol, Céliprolol, Acébutolol - Type III (antagonistes du canal du potassium) - Amiodarone - Dofétilide - Sotalol,(qui est aussi bêta-bloquant) - Type IV (antagonistes lents du canal du calcium) - Diltiazem - Vérapamil - Type V - Adénosine - Digoxine | - Anti-hypertenseurs - Inhibiteurs de l’enzyme de conversion (IECA) : Captopril, Énalapril, Périndopril, Ramipril, Lisinopril - Antagonistes des récepteurs de l’angiotensine II ("sartans") : Candésartan, Éprosartan, Irbésartan, Losartan, Telmisartan, Valsartan, Olmésartan - Bêta-bloquants : Bisoprolol Propranolol, Céliprolol… - antagonistes du calcium : Amlodipine, Félodipine, Nifédipine… - Anti-hypertenseur centraux : ? - Traitement de l'insuffisance cardiaque - Les IEC : Énalapril, Ramipril, Périndopril... - Les Bétabloquants : Bisoprolol, Metorpolol, Carvédilol - Diurétiques : Furosémide, Thiazidiques, Spironolactone - Tonicardiaques : Digitaliques - Prévention et traitement de l'artériosclérose, et des maladies coronaires - Hypocholestérolémiant - Antiagrégant plaquettaires - Oméga-3 |

## Organisation académique
La cardiologie académique est organisée à travers des sociétés savantes nationales qui organisent des congrès, éditent des revues et sélectionnent des panels d'experts sur des sujets précis afin de publier des recommandations. [réf. souhaitée]
En France, c'est la Société Française de Cardiologie (SFC), dont les membres sont désignés par cooptation, qui a ce rôle.[réf. souhaitée] La SFC comprend plusieurs filiales plus spécialisées (échocardiographie, rythmologie…).
Les sociétés nationales européennes sont réunies au sein de l’European Society of Cardiology (ESC) dont le congrès annuel se déroule fin août et qui publie la revue European Heart Journal.
Aux États-Unis, l’American College of Cardiology tient ce rôle. [réf. souhaitée]
Il existe, par ailleurs, des organisations réunissant professionnels et bénévoles dont le but est la diffusion de l'information auprès du grand public.[réf. souhaitée] C'est le cas de la Fédération française de cardiologie en France, et de l’American Heart Association aux États-Unis, cette dernière publiant en outre des revues scientifiques de cardiologie et organisant son propre congrès de niveau international.
Le Syndicat National des Cardiologues (SNC), créé le 26 janvier 1949, a pour but de défendre par tous moyens appropriés les intérêts professionnels et moraux de ses adhérents, de représenter les cardiologues au sein des centrales syndicales représentatives et des instances européennes de cardiologie :
-	il représente 25 régions et 50 % de l’ensemble des cardiologues libéraux, soit 1 500 adhérents environ par an,
-	son organe de communication est le journal Le Cardiologue, mensuel qui comporte une partie socioprofessionnelle et un cahier de formation médicale continue, le premier numéro date de mars 1965 sans interruption,
-	il possède une structure de formation médicale continue et d’évaluation (UFCV), qui assure l’essentiel de la formation médicale continue et des pratiques cardiologues libéraux depuis 1990.
L’Union nationale de Formation continue et d’évaluation en Médecine Cardio-Vasculaire (UFCV) est une association indépendante, créée en 1990. Sa mission est de renforcer et améliorer la formation médicale continue auprès des 4100 cardiologues libéraux. L’UFCV est le principal organisme national de formation cardiovasculaire en France. Emanation du SNC, cette association a bénéficié des implantations locales du Syndicat et a développé son propre réseau de délégations régionales. L’UFCV est membre :
• du Conseil National Professionnel de Cardiologie (CNPC) ;
• de l’ODP2C (organisme de DPC de la cardiologie) ;
• de la Fédération des Spécialités Médicales (FSM) ;
L’UFCV fait partie du groupe de travail de la HAS sur les indicateurs du post IDM INDIQCARD et sur l’accréditation des équipes à risque dans le cadre de CARDIORISQ.
Le Conseil National Professionnel Cardiovasculaire (CNPCV) est le représentant officiel et unique des spécialistes des maladies cardiovasculaires. Il regroupe à parité des médecins exerçant sur un mode salarié et un mode libéral. Les structures constituantes du CNPCV sont la Société Française de Cardiologie (SFC), le Collège National des Cardiologues des Hôpitaux (CNCH), le Syndicat National des Cardiologues (SNC) et le Collège National des Cardiologues Français (CNCF).

### Revues de cardiologie
Il existe de nombreuses revues professionnelles sur la cardiologie, les plus prestigieuses étant en langue anglaise. On peut citer parmi ces dernières :
- Circulation (abréviation commune : Circ.) ;
- Journal of the American College of Cardiology (J Am Coll Cardiol) ;
- American Journal of Cardiology (Am J Cardiol) ;
- American Heart Journal (Am Heart J) ;
- Journal of the European Society of Cardiology - European Heart Journal (Eur Heart J) ;
- Heart anciennement British heart ;
- EuroIntervention journal.

En langue allemande, on peut citer :
- Herz.

En langue française, on peut citer :
- Les Annales de cardiologie ;
- Les Archives des maladies du cœur.

Comme autres revues francophones, sans articles de recherche, on peut citer :
- Le Cardiologue, Journal du Syndicat National des Cardiologues (SNC) ;
- la Lettre du cardiologue ;
- Réalités Cardiologiques ;
- Le EchoCardiographie.